# 오태석 (극작가)
오태석(吳泰錫, 1940년 10월 11일 ~ 2022년 11월 28일)은 대한민국의 극작가·연출가이다.

## 출생 및 생애
1940년 충남 서천군 서천면 선암리에서 태어나 1964년 연세대 철학과를 졸업했다. 1967년 단막극 《웨딩드레스》로 조선일보 신춘문예를 통해 등장하였다.
전쟁의 트라우마 ‘전통의 현대화’의 대가 오 연출은 잃어버린 우리 것을 공연무대를 통해 되살리는 일에 매진해 왔다. 일제강점기, 해방 후 정부수립과 함께 바로 이어진 6ㆍ25전쟁, 산업화와 급속한 경제발전 등으로 지난 100여 년간 우리 문화는 단절돼 왔다. 이를 복원하는 일은 전쟁 이전 세대에게는 일종의 부채의식이자 한(限)의 존재이다.
어린 시절 서울 한복판에서 겪은 참상은 그에게 충격이었다. 일본 와세다 대학에서 법학을 전공한 아버지는 국내 2기 변호사로, 경무대(청와대 옛 명칭) 법무관이었다. 6ㆍ25가 터졌지만 어머니가 해산한 지 얼마 되지 않아, 3남 1녀인 형제자매와 할머니까지 일가족은 피란을 가지 못했다. 한 달 지난 7월 중순에는 남대문 5가에 있던 집으로 인민군이 들이닥쳐 총구를 들이대고 아버지를 끌고 갔다. 그게 아버지의 마지막 모습이었다. 장남인 오 연출은 당시 나이 10살이었다. 갓난아이까지 4남매만 남기고 하루 아침에 아버지와 생이별한 어머니의 나이가 겨우 30을 갓 넘을 때였다. 전쟁으로 인해 한 가족극이 희극에서 비극으로 예고 없이 전환된 것이다. 어머니는 통일과 가족상봉의 염원을 끝내 이루지 못한 채 5년 전에 세상을 떠났다.
종손인 그만 할머니를 따라 본향인 아룽구지(충남 서천군 한산면)로 피란을 떠났다. 50일을 걸어서 무전취식하며 당도한 집성촌에서 초등학교 4학년부터 6학년까지 3년을 보냈다. 시골에서 보낸 3년은 치유의 시간이었다. 그는 “전쟁이란 걸로 인해 세상이 바뀌는 걸 봤지만, 거머리 떼고 메뚜기 잡으면서 자연이란 더 큰 것을 경험했다”고 떠올렸다.
그의 작품 전반에 등장하는 세시풍속을 체화한 시기이기도 하다. 굿, 산대놀이, 판소리, 무가, 설화 등에 대한 원초적인 관심이 할머니와 생활하면서 자연스럽게 DNA에 뿌리내린 시기다.
당시 읍내 등기소에서 유지 120여명을 한꺼번에 불태워 죽인 실제 사건, 읍내 저잣거리에서 장정들이 죽창을 들고 돌아다니던 풍경 등 10대 초반의 기억은 훗날 ‘자전거’(1983년)의 모티브가 됐다.

## 학력
- 연세대학교 철학과

## 저서

### 작품집
- 《오태석 공연대본전집》(연극과인간)

## 약력

### 수상내역
- 1967 조선일보 신춘문예 웨딩드레스당선
- 1967 한국일보 장막희곡부문 가작
- 1967 조선일보 신춘문예 당선 서울 연극제 대상
- 1968 국립극장, 경향신문 공모 환절기 당선
- 1987 서울연극제 대상
- 1992 제28회 동아연극상 대상
- 1993 제1회 대산문학상 희곡부문
- 1994 한국예술평론가협회 최우수예술가
- 2004 제36회 대한민국 문화예술상
- 2005 제15회 호암상 예술상
- 2012 제48회 동아연극상 대상, 연출상[3]

### 경력사항
- 1963~1965 희로무대 창단
- 1972 동랑레파토리 극단 연출
- 서울예술대학 연극과 교수
- 1984 극단 목화레파토리컴퍼니 창단
- 1990 목화레파토리극장 충동 1,2 개관
- 1998 성좌극장 대표
- 1999.04 대통령 자문새천년준비위원회 위원
- 극단 목화레퍼터리컴퍼니 대표[4]

## 주요작품
- 《낙엽》(1955)
- 《아무도 대령에게 편지하지 않다》(1956)
- 《불행한 시간》(1962)
- 《마마 그란데의 장례식》(1962)
- 《백년 동안의 고독》(1967)
- 《순박한 에렌디라와 포악한 할머니의 믿을 수 없이 슬픈 이야기》(1972)
- 《태》(1974)
- 《족장의 가을》(1975)
- 《춘풍의 처》(1976)
- 《예고된 죽음의 이야기》(1981)
- 《자전거》(1984)
- 《콜레라 시대의 사랑》(1985)
- 《미로 속의 장군》(1989)
- 《부자유친》(1989)
- 《심청이는 왜 두 번 인당수에 몸을 던졌는가》(1990)
- 《사랑과 다른 악마들》(1994)
- 《로미오와 줄리엣》(1995)
- 《어느 납치 소식》(1996)[5]
- 《내사랑 DMZ》(2002)
- 《용호상박》(2005)
- 《템페스트》(2010)
- 《도토리》(2016)